# Fannia prolata
Fannia prolata är en tvåvingeart som beskrevs av Chillcott 1961. Fannia prolata ingår i släktet Fannia och familjen takdansflugor. Inga underarter finns listade i Catalogue of Life.